# Arama (Guipuscoa)
Pour les articles homonymes, voir Arama.
Arama est une commune du Guipuscoa dans la communauté autonome du Pays basque en Espagne.

## Toponyme
Arama est un toponyme d'origine et de signification inconnues. Il semble posséder le suffixe -ama selon le linguiste basque Koldo Mitxelena qui ne le considère pas basque et qui apparait dans d'autres toponymes comme Beizama, Lezama, Zegama ou Ultzama. Pour certains de ces derniers, on admet une origine celte. Arama pourrait être en rapport avec d'autres toponymes comme « Aramaiona ».
On l'a toujours écrit ainsi et il n'existe pas de différence entre le nom basque et espagnol.

### Sources
- (es) Cet article est partiellement ou en totalité issu de l’article de Wikipédia en espagnol intitulé « Arama » (voir la liste des auteurs).